# José Luis García Zalvidea
José Luis Máximo García Zalvidea es un político mexicano, Senador por Quintana Roo para el periodo de 2006 a 2012.
Hermano de Juan Ignacio García Zalvidea "El Chacho", fue nominado candidato a Senador por el Partido de la Revolución Democrática en lugar de éste, pues Juan Ignacio se encuentra sujeto a un proceso penal que le impide ser candidato a un puesto de elección popular. Electo Senador por primera minoría, ha externado su oposición a las medidas tomadas por Andrés Manuel López Obrador, candidato del PRD a la presidencia de México en la denuncia de un presunto fraude electoral en las Elecciones, lo cual lo ha alejado del partido que lo postuló al Senado.